# Oqgul Omonmurodova
Oqgul Omonmurodova, a nyugati sportsajtóban gyakran Akgul Amanmuradova (Taskent, 1984. június 23. –) üzbég teniszezőnő. 2000-ben kezdte profi pályafutását, nyolc egyéni és tíz páros ITF-torna győztese. Legjobb egyéni világranglista-helyezése ötvenedik volt, ezt 2008 májusában érte el.

## Eredményei Grand Slam-tornákon

### Egyéniben
| Torna           | 2009   | 2008   | 2007   | 2006   |
| --------------- | ------ | ------ | ------ | ------ |
| Australian Open | 2. kör | 1. kör | -      | 2. kör |
| Roland Garros   |        | 2. kör | 2. kör | -      |
| Wimbledon       |        | 1. kör | -      | -      |
| U.S. Open       |        | 1. kör | -      | -      |

## Év végi világranglista-helyezései
| Év       | 2002 | 2003 | 2004 | 2005 | 2006 | 2007 | 2008 |
| Helyezés | 816. | 405. | 359. | 192. | 227. | 95.  | 81.  |